# Californiulus yosemitensis
Californiulus yosemitensis är en mångfotingart som beskrevs av Chamberlin 1941. Californiulus yosemitensis ingår i släktet Californiulus och familjen Paeromopodidae. Inga underarter finns listade i Catalogue of Life.